# Serrières-en-Chautagne
Serrières-en-Chautagne település Franciaországban, Savoie megyében. Lakosainak száma 1161 fő (2022. január 1.). Serrières-en-Chautagne Anglefort, Motz, Ruffieux, Lornay, Moye és Culoz-Béon községekkel határos.

## Népesség
A település népessége az elmúlt években az alábbi módon változott:
| Lakosok száma | 1183 | 1212 | 1253 | 1208 | 1188 | 1168 | 1166 | 1159 | 1161 |
|               | 2013 | 2015 | 2016 | 2017 | 2018 | 2019 | 2020 | 2021 | 2022 |